# Heinrich Hoffmann (fotograf)
Heinrich Hoffmann (n. 12 septembrie 1885, Fürth - d. 11 decembrie 1957, München) a fost un fotograf german, cunoscut în special pentru că a fost ales de Adolf Hitler în calitatea de fotograf oficial și personal al acestuia. Pentru aproape un sfert de secol, din anii 1920 și până la sinuciderea liderului Germaniei naziste în 1945, der Führer Hitler și  Hoffmann au fost prieteni apropiați.
Hoffmann a aderat la partidului nazist, NSDAP, în  1920, fiind la scurt timp ales de către Hitler, noul lider al național-socialișilor, ca fotograful său oficial. Cei doi au devenit buni prieteni în scurt timp și apoi parteneri în afaceri. Curând după începerea publicării imaginilor lui Hitler realizate de Hoffmann pe timbre, cărți poștale, postere și în cărți, la sugestia lui Hoffmann, ambii au solicitat drepturi de autor. În scurt timp, atât führerul cât și fotograful său au început să adune bani și să devină prosperi.
Hoffmann s-a căsătorit cu Therese Nelly Baumann în 1911. Fata lor, Henriette (alintată ca "Henny") s-a născut la 3 februarie 1913, iar fiul lor, Heinrich (numit "Heini"), la 24 octombrie 1916. Henriette s-a căsătorit cu Reichsjugendführer (liderul național al tineretului național-socialist) Baldur von Schirach, care a scris ulterior introduceri la mai multe din cărțile fotografice ale lui Hoffmann. Soția lui Hoffmann, Therese, a decedat subit în 1928.
În timpul celui de-al Treilea Reich Hoffmann a scris multe cărți despre Hitler, printre care The Hitler Nobody Knows (1933) și Jugend um Hitler (1934). În 1938 Hoffmann a scris trei cărți: Hitler in Italy, Hitler befreit Sudetenland și Hitler in seiner Heimat. Ultima sa carte, Das Antlitz des Führers, a fost scrisă la scurt timp înaintea izbucnirii celui de-al doilea război mondial.
În 1929 Hoffmann și a doua sa soție Erna i-au făcut cunoștință lui Hitler cu Eva Braun, care a devenit soția sa la 29 aprilie 1945. Din cauza pierderii războiului cei doi s-au sinucis chiar în ziua următoare.
După război Hoffmann a fost judecat și condamnat la 4 ani de închisoare. A fost eliberat în 1950. S-a stabilit apoi la München, unde a decedat în 1957.
Statele Unite ale Americii au confiscat un mare număr de fotografii ale lui Hoffmann, care sunt considerate o importantă sursă de cercetare a Germaniei naziste. 